# Benedikt Friemert
Benedikt Friemert (* 22. Juni 1963) ist ein Generalarzt des Heeres der Bundeswehr und seit November 2024 Ärztlicher Direktor und Kommandeur des Bundeswehrkrankenhauses Ulm.

## Leben
Friemert trat im Juli 1983 als Grundwehrdienstleistender in die Bundeswehr ein und wurde im Januar 1985 als Sanitätsoffizier-Anwärter übernommen. Er studierte von 1986 bis 1992 Humanmedizin an der Universität zu Köln, legte am 3. Dezember 1992 das 3. Staatsexamen ab und promovierte am 21. April 1993. Am 17. Juni 1994 folgte die Approbation und am 25. Januar 1995 die Zusatzbezeichnung Sportmedizin. Von 1992 bis 1995 war er Assistenzarzt (Arzt im Praktikum) der Chirurgie am Bundeswehrkrankenhaus Hamm und von 1995 bis 1997 Truppenarzt im Transportbataillon 420 in Burg. Von 1997 bis 2004 war er Assistenzarzt in der Abteilung Chirurgie am Bundeswehrkrankenhaus Ulm und wurde am 17. Oktober 2000 Facharzt für Chirurgie.
Ab dem 1. April 2001 war Friemert Oberarzt der Chirurgischen Abteilung des Bundeswehrkrankenhauses Ulm und am dem 1. Januar 2003 stellvertretender Leiter der Sektion Unfallchirurgie der Chirurgischen Abteilung des Bundeswehrkrankenhaus Ulm. Am 24. Oktober 2003 wurde er zum Ausbildungsleiter der DEGUM-Sektion Chirurgie ernannt und war von 2004 bis 2005 Oberarzt der Abteilung Unfallchirurgie am TUM Klinikum Rechts der Isar. Am 14. Dezember 2005 habilitierte er zum Thema „Die Short and Medium Latency Response der Hamstrings nach einer ventralen Tibiatranslation als Korrelat der funktionellen Kniegelenksinstabilität – Reliabilisierung einer Testmethode und Veränderungen nach Kreuzbandverletzungen“ in München und wurde am 13. Januar 2006 zum Privatdozenten ernannt. Von 2006 bis 2007 war er stellvertretender Leiter der Sektion Unfallchirurgie der Chirurgischen Abteilung im Bundeswehrkrankenhaus Ulm, von 2009 bis 2023 Klinischer Direktor der Klinik für Unfallchirurgie und Orthopädie, Septische und Rekonstruktive Chirurgie, Sporttraumatologie sowie Geschäftsführender Arzt des Chirurgischen Zentrums des Bundeswehrkrankenhauses Ulm. Von 2022 bis 2024 war er stellvertretender Ärztlicher Direktor des Bundeswehrkrankenhauses und Abteilungsleiter ZKM.
Seit dem 1. November 2024 ist er Ärztlicher Direktor und Kommandeur Bundeswehrkrankenhauses Ulm. Auf diesem Dienstposten wurde er zum Generalarzt ernannt.
Friemert war 2022 Präsident der Deutschen Gesellschaft für Unfallchirurgie. Er ist seit August 2016 Mitglied im wissenschaftlichen Beirat der Bundesärztekammer.
Friemert absolvierte zwölf Auslandseinsätze der Bundeswehr auf dem Balkan, am Horn von Afrika, in Afghanistan und in Mali.
Friemert ist verheiratet und hat zwei Kinder.

## Auszeichnungen
- Großes Ehrenzeichen für Verdienste um die Republik Österreich (2023)[1]
- Ehrenkreuz der Bundeswehr in Silber

## Werke
- Die postoperative Patella baja (Häufigkeit, Entstehung, klinische Relevanz). Köln 1994 (Dissertation).